# Ludvig Nobel
Ludvig Immanuel Nobel (rusky: Лю́двиг Эммануи́лович Нобе́ль, švédsky: Ludvig Emmanuel Nobel [ˈlɵ̌dːvɪɡ nʊˈbɛlː]; 27. července 1831 Stockholm – 12. dubna 1888 Cannes) byl švédsko-ruský inženýr, podnikatel a humanitární pracovník. Patřil do rodiny Nobelů, byl synem Immanuela Nobela a Andrietty Nobelové, starším bratrem Alfreda Nobela (zakladatele Nobelovy ceny).

## Životopis
Ludvig Immanuel Nobel se narodil 27. července 1831 ve Stockholmu. V roce 1842 se s matkou Andriette a bratry Robertem a Alfredem přestěhoval do Petrohradu, kde jeho otec Immanuel Nobel založil továrnu. Zde se s bratry učil jazyky, matematiku a chemii. Rovněž chodili pracovat do otcovi továrny. Po krymské válce firma zkrachovala a v roce 1859 se Immanuel Nobel s manželkou a nejmladším synem Emilem vrátil do Stockholmu.
Tehdy osmadvacetiletý Ludvig se společně se svými bratry Robertem a Alfrédem rozhodli koupit menší strojírenskou továrnu. Vyráběli zde děla, lafety, miny, dělostřelecké střely, obráběcí stroje, soustruhy, buchary, nebo hydraulické lisy.
Společně s ruským generálmajorem Bilderlingem v Iževsku vybudoval továrnu, kde pro Ruské impérium vyráběl děla. Průmysl značně zlepšil místní životní podmínky dělnických rodin.
V roce 1876 navštívil se svým synem Emanuelem Baku, kde měl bratr Robert ropnou rafinérii. Rozhodli se, že se zaměří na stejné odvětví.
V roce 1879 byla v Petrohradě založena společnost Branobel. Ve společnosti figurovali především bratři Ludvig, Alfred a Robert. Ve městě se nacházelo sídlo rodiny, ředitelství společnosti a strojírenský závod Ludviga Nobela. Odtud se také prodával dynamit na ruský trh.
Robert byl proti založení společnosti s ručením omezeným, a proto o rok později z Baku odešel. Ludvig pak vedl společnost se svými syny Emanuelem a Carlem. Ludvigův první a nemanželský syn Hjalmar Crusell, byl vedoucím laboratoře.
Několik desetiletí probíhal boj mezi ropnými společnostmi. Branobelu se podařilo vytlačit z ruského trhu americkou společnost Standard Oil amerického průmyslníka Johna D. Rockefellera, která na to reagovala sabotážemi. Současně se zvýšila konkurence ze strany francouzské společnosti BNITO Alphonse Rothshilda.
V roce 1882 postavil obytnou zónu zvanou Villa Petrolea pro švédské a finské inženýry a kvalifikované pracovníky, kteří byli najati na provoz Branobelu. Tehdejší podmínky v Baku byly pro život náročné. Ludvig Nobel se často podílel na humanitárních projektech.
Zemřel 12. dubna 1888 ve městě Cannes. Bylo mu 56 let. Na jeho smrtelné posteli se bratři Robert, Alfred a Ludvig usmířili. Syn Emanuel rovněž splatil Ludvigův dluh vůči Alfredovi.